# Trebesing

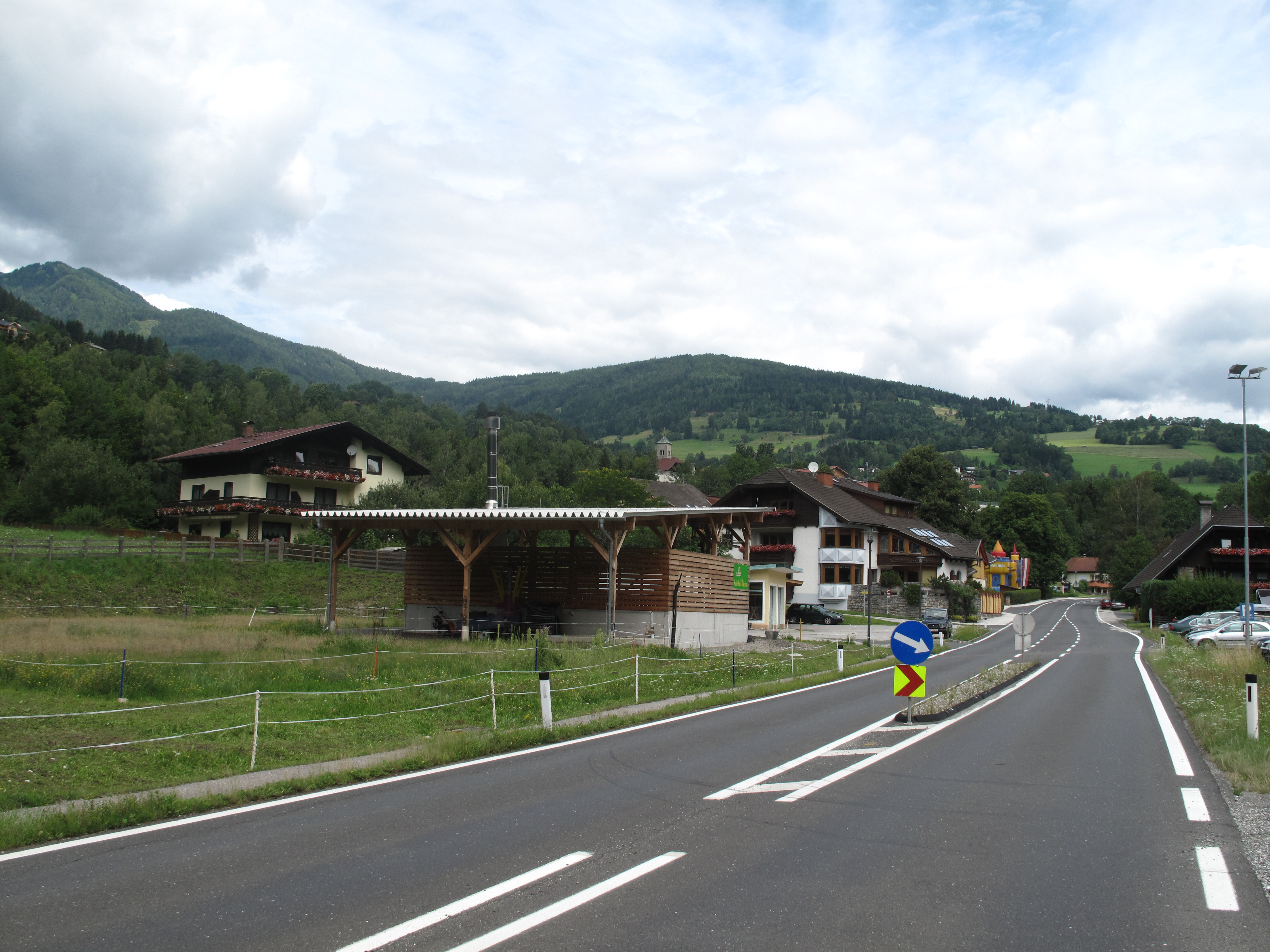
Zwischen Trebesing Bad und Gmünd, Panorama

Trebesing ist eine Gemeinde mit 1143 Einwohnern (Stand 1. Jänner 2025) im Bezirk Spittal an der Drau im österreichischen Bundesland Kärnten.

## Geographie

### Geographische Lage
Trebesing liegt im Liesertal in Oberkärnten unweit der Nationalparks Hohe Tauern und des Biosphärenparks Salzburger Lungau und Kärntner Nockberge, etwa 12 Kilometer nördlich von Spittal an der Drau. Das Gemeindegebiet erstreckt sich von der Lieser in Richtung Westen über die Ausläufer der Gebirgsgruppe Hohe Tauern mit dem Reißeck (2985 m) als höchste Erhebung der Gemeinde.

### Gemeindegliederung
Die Gemeinde ist in die drei Katastralgemeinden Altersberg, Radl und Trebesing gegliedert. Das Gemeindegebiet umfasst folgende 13 Ortschaften (in Klammern Einwohnerzahl Stand 1. Jänner 2025):
- Aich (131)
- Altersberg (117)
- Großhattenberg (78)
- Hintereggen (11)
- Neuschitz (66)
- Oberallach (48)
- Pirk (30)
- Rachenbach (15)
- Radl (72)
- Trebesing (158)
- Trebesing-Bad (66)
- Zelsach (81)
- Zlatting (270)

### Nachbargemeinden
| Reißeck           | Malta                                       |          |
| Mühldorf Lurnfeld | Kompassrose, die auf Nachbargemeinden zeigt | Gmünd    |
| Lendorf           |                                             | Seeboden |

## Geschichte

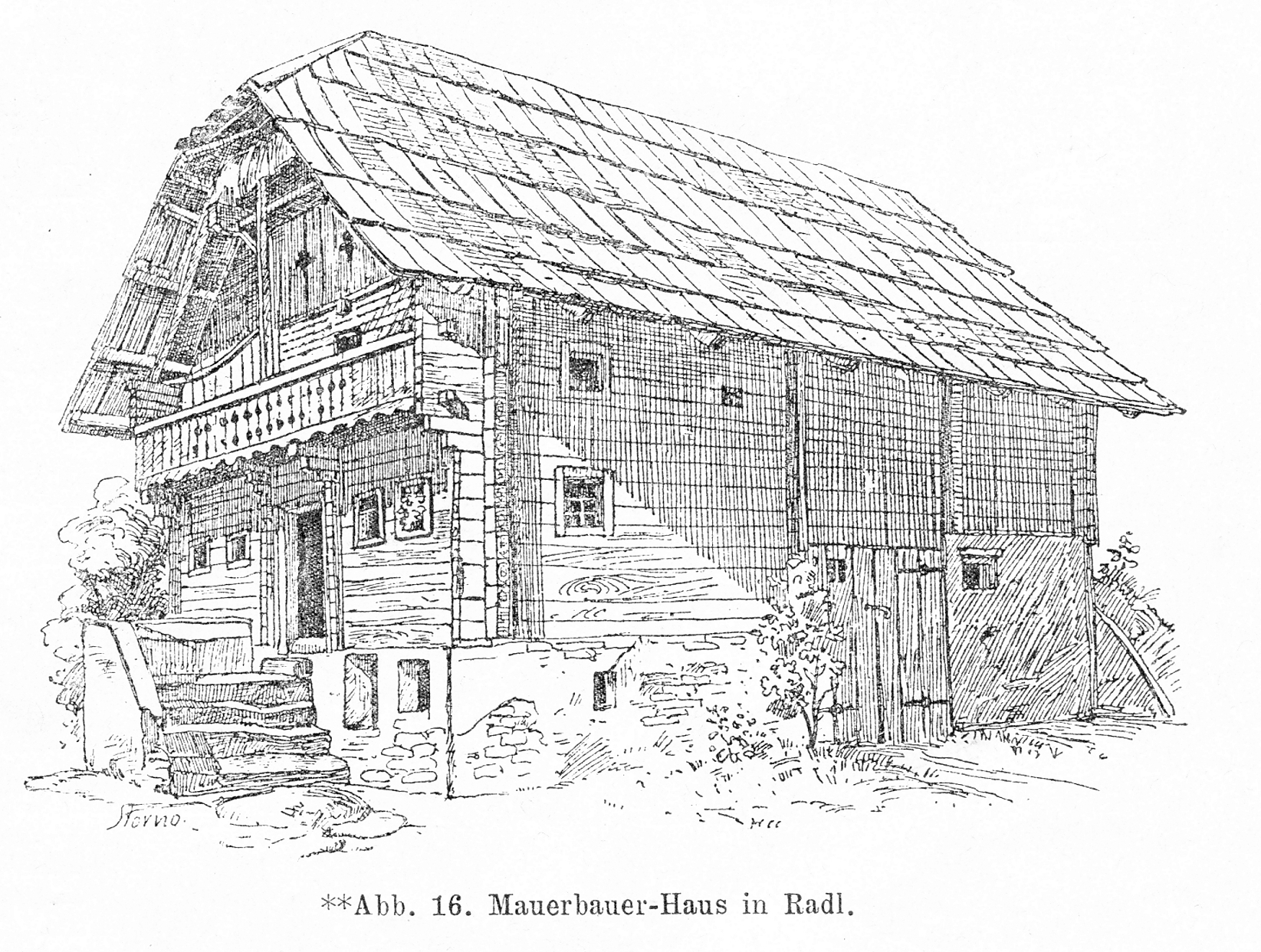
Mauerbauer in Radl um 1900

Vor der ersten urkundlichen Erwähnung (1206 als „Trebozingen“) wurde Trebesing vermutlich im 10. Jahrhundert von den Grafen von Lurn gegründet und später von den Erzbischöfen von Salzburg erworben.
Ab Mitte des 16. Jahrhunderts wurde im Radlgraben im Auftrag der Herren von Mallenthein, die Radl als Adelssitz wählten und das Jagdschloss Mallenthein erbauten, nach Erzen, Gold und Silber geschürft. Der Eisenerzabbau ging ab Anfang des 19. Jahrhunderts allmählich zurück, 1930 wurde er mangels Ergiebigkeit endgültig eingestellt. An seine Stelle traten im 19. Jahrhundert die Holzwirtschaft und ab der zweiten Hälfte der Fremdenverkehr als wichtige wirtschaftliche Einnahmequelle.
1830 erfolgte die Fassung der Heilquelle, mittlerweile hat Trebesing drei im Privatbesitz befindliche Mineralquellen, eine davon in Zlatting.
1850 wurde die heutige politische Gemeinde Trebesing gegründet, die sich seither in ihrer Ausdehnung kaum verändert hat.
Aus der Zeit um 1900 gibt es für die Gegend von Trebesing detaillierte Beschreibungen von Bauernhäusern, Almhütten und ländlichen Arbeitsgeräten von Johann Reinhard Bünker. Der aus Seebach stammende Volkskundler war Lehrer in Ödenburg und verbrachte einige Sommer bei seinem Bruder, dem Pastor von Trebesing.
Während des Abwehrkampfes bestand in Trebesing kurzzeitig ein Internierungslager.

## Bevölkerung
Laut Volkszählung 2001 hatte Trebesing 1263 Einwohner, davon besaßen 98,5 % die österreichische Staatsbürgerschaft. 62,0 % der Bevölkerung bekannten sich zur evangelischen und 32,1 % zur römisch-katholischen Kirche, 3,6 % waren ohne religiöses Bekenntnis.

### Bevölkerungsentwicklung
| Trebesing: Einwohnerzahlen von 1869 bis 2024        | Trebesing: Einwohnerzahlen von 1869 bis 2024 | Trebesing: Einwohnerzahlen von 1869 bis 2024 | Trebesing: Einwohnerzahlen von 1869 bis 2024 | Trebesing: Einwohnerzahlen von 1869 bis 2024 |
| --------------------------------------------------- | -------------------------------------------- | -------------------------------------------- | -------------------------------------------- | -------------------------------------------- |
| Jahr                                                |                                              |                                              |                                              | Einwohner                                    |
| 1869                                                | 1869                                         |                                              | 1.037                                        | 1.037                                        |
| 1880                                                | 1880                                         |                                              | 1.085                                        | 1.085                                        |
| 1890                                                | 1890                                         |                                              | 1.076                                        | 1.076                                        |
| 1900                                                | 1900                                         |                                              | 1.017                                        | 1.017                                        |
| 1910                                                | 1910                                         |                                              | 1.048                                        | 1.048                                        |
| 1923                                                | 1923                                         |                                              | 1.036                                        | 1.036                                        |
| 1934                                                | 1934                                         |                                              | 1.112                                        | 1.112                                        |
| 1939                                                | 1939                                         |                                              | 1.070                                        | 1.070                                        |
| 1951                                                | 1951                                         |                                              | 1.058                                        | 1.058                                        |
| 1961                                                | 1961                                         |                                              | 1.042                                        | 1.042                                        |
| 1971                                                | 1971                                         |                                              | 1.160                                        | 1.160                                        |
| 1981                                                | 1981                                         |                                              | 1.126                                        | 1.126                                        |
| 1991                                                | 1991                                         |                                              | 1.179                                        | 1.179                                        |
| 2001                                                | 2001                                         |                                              | 1.263                                        | 1.263                                        |
| 2011                                                | 2011                                         |                                              | 1.226                                        | 1.226                                        |
| 2021                                                | 2021                                         |                                              | 1.168                                        | 1.168                                        |
| 2024                                                | 2024                                         |                                              | 1.146                                        | 1.146                                        |
| Quelle(n): Statistik Austria, Gebietsstand 1.1.2021 |                                              |                                              |                                              |                                              |

## Kultur und Sehenswürdigkeiten
- Die Filialkirche Hl. Margarethe im Norden von Trebesing wurde urkundlich 1307 und 1420 erwähnt, verfiel jedoch im 17. Jahrhundert zur Ruine (1676) und wurde 1829 durch einen Brand weiter zerstört. Sie wurde 1959/60 wieder instand gesetzt. Der heutige Bau ist eine Saalkirche mit einem Torturm, der um 1600 auf den Mauern des ehemaligen gotischen Langhauses errichtet wurde. Der ehemalige Chor und die daran anschließende Sakristei der gotischen Ruine wurden im Zuge der Instandsetzung 1959 bis auf einen Mauerrest von einem Meter Höhe abgetragen und bilden jetzt den Vorhof der heutigen Kirche.[4]
- Die Evangelische Kirche in Trebesing ist laut einer Inschrift über dem Portal 1842 errichtet worden. Es handelt sich um einen 4-achsigen Saalbau mit Giebelturm und Rundbogenfenstern.
- Schloss Mallenthein (auch: „Malenthein“) steht in Radl unterhalb der ehemaligen Römerbrücke. Es wurde im 16. Jahrhundert als Jagdschloss der Grafen von Mallenthein erbaut (1604 wird Georg von Mallenthein an der Radl als Besitzer genannt). Das Gebäude ist ein viergeschoßiger, blockhafter Bau mit steilem Walmdach.[5]
- Vom früheren Bergbau zeugt die Ruine eines Schmelzofens mit hohem Schornstein im Radlbach-Graben. Die Anlage, die zum Teil aus dem 18. Jahrhundert stammt, bestand aus zwei Schachtöfen und diente höchstwahrscheinlich der Kupferverhüttung.
- An der historischen Römerstraße am Westhang des Liesertals, die von Lieserhofen über Trebesing nach Gmünd verlief, befinden sich drei Steinbogenbrücken (Eckbach, Hintereggenbach und Rachenbach).
- Katholische Pfarrkirche Altersberg hl. Lucia
- Evangelische Kirche Altersberg

## Wirtschaft und Infrastruktur
In der Gemeinde gab es (Stand 31. Dezember 2005) 58 Gewerbebetriebe (davon allein 27 Hotels, Pensionen und Privatzimmervermieter) sowie 68 Landwirtschaftsbetriebe.
Durch das Gemeindegebiet führt auch die Tauernautobahn (A 10); in dem Zusammenhang ist die Altersbergbrücke durch ihre Sperre im Herbst 2006 bekannt geworden.

### Wirtschaftssektoren
Die folgende Tabelle zeigt die Entwicklung der Anzahl der Betriebe und der Beschäftigten in den Wirtschaftssektoren:
| Wirtschaftssektor            | Anzahl Betriebe | Anzahl Betriebe | Anzahl Betriebe | Erwerbstätige | Erwerbstätige | Erwerbstätige |
| Wirtschaftssektor            | 2021            | 2011            | 2001            | 2021          | 2011          | 2001          |
| ---------------------------- | --------------- | --------------- | --------------- | ------------- | ------------- | ------------- |
| Land- und Forstwirtschaft 1) | 49              | 96              | 107             | 61            | 74            | 41            |
| Produktion                   | 7               | 10              | 9               | 32            | 33            | 26            |
| Dienstleistung               | 46              | 44              | 27              | 105           | 95            | 91            |

1) Betriebe mit Fläche in den Jahren 2010 und 1999, Arbeitsstätten im Jahr 2021

### Energie
Trebesing gehört zu den 24 Gemeinden in Österreich (Stand März 2019), die mit der höchsten Auszeichnung des e5-Gemeinden Energieprojekts ausgezeichnet wurden. Das e5-Gemeinde-Projekt soll die Umsetzung einer modernen Energie- und Klimapolitik auf Gemeindeebene fördern.

### Verkehr
- Eisenbahn: Der nächste Bahnhof ist Spittal an der Drau rund 10 Kilometer im Süden. Direkte Bahnverbindungen wurden niemals realisiert. Vor 1900 wurde überlegt, die neu zu bauen Alpentransversale Salzburg–Villach–Triest durch das Liesertal zu führen. Diese wurde dann aber über die westlichere Linie Gasteinertal – Mölltall errichtet. Weiters gab es bereits konkrete Pläne und eine behördliche Bewilligung für eine schmalspurige Bahnstrecke Spittal an der Drau–Gmünd – auch deren Bau kam nicht zustande.
- Straße: Die Tauern Autobahn verläuft entlang der Ostgrenze der Gemeinde. Die nächsten Auffahrten sind im Norden bei Gmünd und im Süden beim Knoten Spittal / Millstätter See. Parallel dazu führt die Katschberg Straße B99 von Spittal an der Drau nach Salzburg.
- Rad: Die Lieser entlang verläuft der Lieser Radweg R9.

## Politik

### Gemeinderat
Der Gemeinderat von Trebesing hat 15 Mitglieder.
- Mit der Gemeinderatswahl 2015 hatte er folgende Zusammensetzung: 6 SPÖ, 6 ÖVP, 3 FPÖ[11]
- Seit der Gemeinderatswahl 2021 hat er folgende Zusammensetzung: 4 SPÖ, 6 ÖVP, 5 FPÖ[12]

### Bürgermeister
Direkt gewählter Bürgermeister der Gemeinde:
- 2015 bis 2021 Christian Genshofer (SPÖ)[13]
- seit 2021 Arnold Prax[14]

### Wappen
Im Wappen von Trebesing sind sowohl die Quellen als auch die Mallentheiner berücksichtigt: Vorne sind die drei Trebesinger Heilquellen symbolisiert, der der Greifenkopf in der hinteren Hälfte war eine Komponente im gevierten Wappen der Herren von Mallenthein. Die Blasonierung des Wappens lautet:
„Von grün zu Silber gespalten; vorn ein silberner Bottich, in denen drei vom oberen Schildrand ausgehende, parallel geführte silberne Wellenleisten münden; hinten ein roter, mit Flug ornamentierter Greifenkopf.“
Wappen und Fahne wurden der Gemeinde am 29. Juni 1989 verliehen. Die Fahne ist Grün-Weiß mit eingearbeitetem Wappen.

### Partnergemeinde
Partnergemeinde von Trebesing ist seit dem 4. September 1999 die französische Gemeinde Pussay.

## Persönlichkeiten

### Mit der Gemeinde verbundene Persönlichkeiten
- Esther Graf (* 1998), Sängerin und Songwriterin